# Rio Curimataí (Bahia)
O rio Curimataí é um curso de água brasileiro localizado no estado da Bahia. É um afluente da margem esquerda do rio Paraguaçu. Tem de perfil intermitente, mas assume caráter perene entre a localidade de Vival do Reis e a desembocadura na represa do Paraguaçu.
Como parte da bacia hidrográfica do Paraguaçu, é um dos rios que cortam o pediplano sertanejo e tabuleiros interioranos no município de Ipecaetá, atravessando-o de norte a sul, incluindo a zona urbana. O riacho Cainana é seu afluente.

## Geografía
O Rio Curimataí exerce uma função geográfica importante como divisor natural entre os municípios de Ipecaetá, Santo Estevão e Antônio Cardoso. Seu curso é utilizado oficialmente para demarcar os limites territoriais entre essas três municípios, conforme estabelecido por leis estaduais e confirmado por mapas da SEI.
Ao longo de seu percurso, marca a fronteira entre Santo Estêvão e Ipecaetá em diversos trechos. Em pontos como a foz do riacho Cipó e a foz do riacho Cainana, ele é citado como referência direta para os limites entre esses dois municípios.
Além disso, atua como divisor entre Santo Estêvão e Antônio Cardoso, ajudando a delimitar o território de forma natural e prática. A presença de fazendas e localidades nas margens do rio, como Curimataí e outras, reforça a importância dele como referência geográfica.